# Adigueni (municipalité)
 (août 2021).
Si vous disposez d'ouvrages ou d'articles de référence ou si vous connaissez des sites web de qualité traitant du thème abordé ici, merci de compléter l'article en donnant les références utiles à sa vérifiabilité et en les liant à la section « Notes et références ».
La municipalité d'Adigueni (en géorgien : ადიგენის მუნიციპალიტეტი) est un district de la région Samtskhé-Djavakhétie, en Géorgie, dont la ville principale est Adigueni.